# Rhynchosia jacobii
Rhynchosia jacobii är en ärtväxtart som beskrevs av M. Chandrabose och B.V.Shetty. Rhynchosia jacobii ingår i släktet Rhynchosia och familjen ärtväxter. Inga underarter finns listade i Catalogue of Life.